# Зыбковец, Владимир Филатович
Влади́мир Фила́тович (Феофила́ктович) Зыбкове́ц (настоящая фамилия — Атроше́нко; 19 июня 1908, деревня Тростань, Новозыбковский уезд, Черниговская губерния, Российская империя — 25 октября 1973, Москва, СССР) — советский религиовед, историк, краевед и музеевед, специалист по истории религии и атеизма. Кандидат исторических наук (1960). Старший научный сотрудник сектора истории религии и атеизма Института истории АН СССР. Профессор кафедры истории и теории религии и атеизма и кафедры этики философского факультета МГУ имени М. В. Ломоносова. Один из авторов «Настольной книги атеиста», «Атеистического словаря», «Карманного словаря атеиста» и «Краткого научно-атеистического словаря».

## Биография
Родился 19 июня 1908 года в деревне Тростань Новозыбковского уезда Черниговской губернии в белорусской крестьянской семье сельского писца Филата (Феофилакта) Романовича Антоненко и учительницы начальных классов Александры Ивановны Гордиенко. После Октябрьской революции отец стал уполномоченным продовольственным комиссаром, а также председателем местного революционного военного трибунала и секретарём местного отделения Всероссийской чрезвычайной комиссии по борьбе с контрреволюцией и саботажем при Совете народных комиссаров РСФСР.
В 1916 году поступил Новозыбковское реальное училище, откуда в 1921 году перевёлся в Новозыбковский агропедагогический техникум, который окончил в 1927 году.
Во время учёбы в техникуме работал сельским корреспондентом ряда газет, где подписывал свои заметки и статьи псевдонимом «Зыбковец», позднее утвердившимся в качестве официальной фамилии.
В 1927—1929 годах учился на агролесомелиоративном факультете Тимирязевской сельскохозяйственной академии, а в 1927—1930 годах также был вольным слушателем на историческом факультете Московского государственного университета. Во время учёбы работал инструктором по работе в деревне Центрального Совета Союза воинствующих безбожников в Москве.
По одним данным в 1925 году, а по другим — в 1928 году, стал членом ВЛКСМ.
С 1928 года «был на секретной работе на Урале в трудовых лагерях».
С 1930 годах участвовал в деятельности отрядов, занимавшихся раскулачиванием в Ровенском районе.
С ноября 1930 по октябрь 1931 год проходил службу в Рабоче-Крестьянской Красной Армии сначала в качестве курсанта школы младших командиров в Ленинграде, а затем был назначен командиром батареи артиллерийского полка.
Согласно одним данным стал членом ВКП(б) в 1931 году или в 1932 году, согласно другим в октябре 1932 года стал только кандидатом в члены ВКП(б).
В 1934 году окончил аспирантуру Государственной академии истории материальной культуры с присвоением квалификации историка первобытной культуры. Из-за большой загруженности на работе не закончил работу над диссертацией. Во время учёбы являлся секретарём комсомольской организации.
С февраля 1934 по февраль 1935 года — директор Института исторической технологии Государственной академии истории материальной культуры. Кроме того, являлся заместителем декана и деканом факультета музееведения и краеведения.
С сентября 1934 года по совместительству — директор Новгородского государственного музея.
С марта по сентябрь 1935 — директор районного музея в г. Луге.
С сентября 1935 по август 1937 года — директор Псковского государственного музея. При нём в музее был создан историко-революционный отдел и экспозиция «Ленин в Пскове», а также была открыта комната В. И. Ленина, где воссоздана среда 1900 года. В связи с празднованием 30-летия революции 1905—1907 годов была отдельно оборудована комната «1905 год». В 1936 году в составе экспедиции, вместе с другими сотрудниками Псковского музея Н. Е. Алаевой и А. Э. Меднис, провёл обследования левого берега реки Великой в километре южнее от деревни Гоголевка Псковского района на площади в 20 м², где была найдена ранее неизвестная науке стоянка Каменного века, представляющая памятник материальной культуры новокаменного века и ранней бронзы (около II тыс. лет до н. э.). Сам Зыбковец проследив процесс развития ремесла и торговли, сделал важные предположения и выводы касающиеся возникновении Пскова, что в обобщённом виде нашло отражение в статье «К вопросу о возникновении Пскова».
20 августа 1937 году арестован местным отделом НКВД СССР, с санкции прокурора Псковской области, по обвинению в принадлежности к контрреволюционной организации: «Состоял членом контрреволюционной организации, занимался подрывной контрреволюционной деятельностью, будучи заведующим государственным музеем, в контрреволюционных целях извращал исторические материалы, посещал контрреволюционные собрания организации, где высказывался за необходимость перехода к совершению массовых терактов против руководителей ВКП(б) и Советской власти». 21 июня 1938 приговорён к 8 годам лишения свободы с отбыванием наказания в исправительно-трудовом лагере. С 1946 и до реабилитации, в 1955 году, находился на поселении в Сибири.
1 июля 1960 года защитил диссертацию на соискание учёной степени кандидата исторических наук, представив на рассмотрение диссертационного совета свою монографию «Дорелигиозная эпоха. К истории формирования общественного сознания».
С сентября 1955 года — младший научный сотрудник, с 1960 года — старший научный сотрудник сектора истории религии и атеизма Института истории АН СССР.
Кроме того, являлся профессором кафедры истории и теории религии и атеизма и кафедры этики философского факультета МГУ имени М. В. Ломоносова, читал лекции, вёл семинары и специальные курсы, а также был научным руководителем у дипломников и аспирантов.
Подготовил рукопись диссертации на соискание учёной степени доктора исторических наук по теме «Национализация монастырских имуществ в Советской России (1917—1921 гг.)», защита которой была назначена на декабрь 1973 года.
Умер 25 октября 1973 года в Москве. Похоронен на Рогожском кладбище.

## Семья
- Жена — Галина Яковлевна Зыбковец. По образованию — экономист[11]. Была заметным в Ленинграде комсомольским и партийным работником[11]. Работала в Ленинградском городском комитете ВКП(б), лично знала С. М. Кирова и участвовала в составе делегации ленинградских коммунистов, которые сопровождали траурный эшелон с телом Кирова для похорон в Москву[17]. В 1953—1954 годах — библиотекарь Машуковской семилетней школы[18]. После восстановления членства в КПСС работала по своей основной специальности на химической фабрике имени Д. И. Менделеева[11]. Умерла 30 июня 1974 года и похоронена рядом с мужем на Рогожском кладбище[15].
- Старший сын — Ярослав Владимирович Зыбковец (22 июня 1935[19] — осень 1938[11]). Умер от менингита[11].
- Средний сын — Валерий Владимирович Зыбковец (род. 4 апреля 1938, Ленинград, СССР) — историк и археолог, специальный корреспондент журнала «Наука и религия», консультант Комитета по связям с религиозными организациями Правительства Москвы.

Родился 4 апреля 1938 года в Ленинграде.
В 1953 году окончил Машуковскую семилетнюю школу. Окончил отделение металлургии тяжёлых цветных металлов Норильского горно-металлургического техникума, защитив дипломную работу по теме технологии получения технического селена и затем работал на Норильском горно-металлургическом комбинате. Учился во Всесоюзном заочном политехническом институте. Работал на заводе «Серп и молот» и Центральном научно-исследовательском институте чёрной металлургии имени И. П. Бардина. Под влиянием П. А. Зайочновского и своего отца в 1961 году поступил на исторический факультет МГУ имени М. В. Ломоносова. Здесь его учителями были А. В. Арциховский, О. Н. Бадер и Б. А. Рыбаков. Окончил его по кафедре археологии, защитив дипломную работу по теме «Палеолит Волго-Окского междуречья», в подготовке которой ему большое содействие оказывал Л. В. Кольцов. Участник Северной палеолитической экспедиции Института археологии Академии наук СССР и раскопок палеолитической стоянки Сунгирь и археологической экспедиции в Капову пещеру.
- Младший сын — Александр Владимирович Зыбковец (род. 10 июня 1947, Ныроб, СССР)[33].

## Научная деятельность
Совместно с В. В. Зыбковцом составил первоначальный словник будущего «Атеистического словаря».

## Научные труды

### Монографии
- Зыбковец В. Ф. Производственный план коллективного хозяйства. — М.; Л.: Госиздат, 1930. — 141 с.
- Зыбковец В. Ф. К вопросу о возникновении заводов сельскохозяйственного машиностроения в России. — Л.: Экгиз — ГАИМК, 1932. — 19 с. (Известия Государственной академии истории материальной культуры; Т. 14, в. 3. 1932).
- Зыбковец В. Ф. Всегда ли существовала религия. — М.: Госполитиздат, 1959. — 112 с.
- Зыбковец В. Ф. Дорелигиозная эпоха. К истории формирования общественного сознания. / Отв. ред. М. О. Косвен; Акад. наук СССР. Ин-т истории. — М.: Издательство Академии наук СССР, 1959. — 248 с.
- Зыбковец В. Ф. Наука и религия о происхождении нравственности. (Первые шаги нравственного развития человека). — М.: Знание, 1959. — 44 с. (Знание в массы/ О-во по распространению полит. и науч. знаний РСФСР).
- Зыбковец В. Ф. От Бога ли нравственность (Наука и религия о происхождении нравственности). — М.: Госполитиздат, 1961. — 147 с. (Научно-популярная библиотечка по атеизму).
- Зыбковец В. Ф. О чёрной и белой магии. — М.: Госполитиздат, 1963. — 127 с.
- Зыбковец В. Ф. О чёрной и белой магии. — 2-е изд., испр. и доп. — М.: Политиздат, 1965. — 195 с.
- Зыбковец В. Ф. Человек без религии. У истоков общественного сознания. — М.: Политиздат, 1967. — 240 с.
- Зыбковец В. Ф. Происхождение нравственности. — М.: Политиздат, 1974. — 124 с.
- Зыбковец В. Ф. Национализация монастырских имуществ в Советской России (1917—1921 гг.) / АН СССР. Ин-т истории СССР. — М.: Наука, 1975. — 205 с.

### Статьи
- Зыбковец В. Ф. Опыт интерпретации мустьерских погребений (был ли неандерталец религиозным) // Вопросы истории религии и атеизма. — 1956. — № 4.
- Зыбковец В. Ф. К проблеме длительности дорелигиозного периода // Вопросы истории религии и атеизма. — 1958. — № 5.
- Зыбковец В. Ф. Проблема происхождения религии в советской науке // Вопросы истории религии и атеизма. — 1958. — № 6.
- Зыбковец В. Ф. Ликвидация монастырского землевладения в Советской России. 1917—1921 гг. // Проблемы аграрной истории советского общества. Материалы научной конференции 9-12 июня 1969. — М.: Наука, 1971.

## Публицистика

### Книги
- Зыбковец В. Ф. День урожая / С предисл. В. С. Рожицына; Центр. совет Союза воинствующих безбожников СССР; Обложка: П. Кезеньян. — М.: Акц. изд-ское о-во «Безбожник», 1929. — 32 с.
- Зыбковец В. Ф. Безбожники и социалистическая перестройка деревни / Под ред. А. А. Субботина; Центр. совет Союза воинствующих безбожников СССР. — М.: Акц. изд-ское о-во «Безбожник», 1930. — 31 с.
- Зыбковец В. Ф. Религия и крестьянское хозяйство. / Центральный совет Союза воинствующих безбожников СССР. — М.: Акц. изд-ское о-во «Безбожник», 1930. — 94 с.
- Зыбковец В. Ф. Почему ещё верят в Бога? — М.; Л.: Молодая гвардия, 1930. — 32 с. (Библиотека «Жгучие вопросы»).
- Зыбковец В. Ф. Социалистическая перестройка деревни и религия: Объяснительная брошюра к серии кино-пленочных диапозитивов / Под ред. А. Берзина ЦСВ безбожника. — М.: Союзкино, 1931. — 20 с.
- Зыбковец В. Ф. За безбожный посев. — Л.: ОГИЗ — Прибой, 1931. — 32 с.
- Зыбковец В. Ф. От сохи к трактору. — Л.: Ленпартиздат, 1934. — 84 с.
- Зыбковец В. Ф. Памятка безбожника в колхозах. — Л.: ОГИЗ — Прибой, 1931. — 32 с. (Библиотека активиста безбожника).

### Статьи
- Зыбковец В. Ф. Ленин в Пскове // Псковский колхозник. — 1935. — 3, 4 нояб.
- Зыбковец В. Ф. К вопросу о возникновении Пскова // Псковский колхозник. — 1936. — 18 нояб.
- Зыбковец В. Ф. Об изучении истории гражданской войны на Псковщине // Псковский колхозник. 1937. 12 июля.
- Зыбковец В. Ф. Ленин в Пскове // Псковский колхозник. — 1938. — 21 янв.